# Скарлет Ортис
Скарлет Евис Ортис Пачеко (на испански: Scarlett Evis Ortiz Pacheco) е венецуелска актриса. В България е позната с ролята си на Рафаела в едноименната теленовела Рафаела, и също в теленовелата „Неукротима душа“.

## Биография
Родена е на 12 март 1974 г. в Каракас, Венецуела. Омъжена е за актьора Юл Бюркле. Двамата имат дъщеря – Барбара Бриана Бюркле Ортис.
Учила е в началното и средното училище към колежа „Inmaculada Concepcion“. След това през 1992 г. се записва в университета „Central de Venecuela“, където учи психология, но прекъсва обучението си, за да се яви на конкурса „Мис Венецуела“. Участвала е и в програмата „Nubeluz“

## Филмография
- Кандела (Candela) (2014)
- Сладко - горчиво (Dulce amargo) (2012) – Мариана Уиленм
- Рафаела (Rafaela) (2011) – Рафаела
- Неукротима душа (Alma indomable) (2008/09) – Алма
- Тропико (Tropico) (2007) – Анхелика Сантос
- Моят живот - това си ти (Mi vida eres tu) (2006) – Даниела
- Всички обичат Мерилин (Todos quieren con Merilyn) (2004) – Мерилин
- Всичко за нея (Todo sobre Camila) (2003/02) – Камила Монтес де Алба
- Тайните на любовта (Secreto de amor) (2001) – Мария Клара Карвахал
- Моите три сестри (Mi tres hermanas) (2000) – Лиса Естрада Роси
- Грозната Бети (Yo soy Betty la fea) (1999) – Алехандра Санс
- Луиса Фернанда (Luisa Fernanda) (1999/98) – Луиса Фернанда Риера
- Богато момиче (Nina mimada) (1998) – Федерика
- Джовисна (Llovizna) (1997) – Йоланда Санчес – Джовисна